# Aileen: Life and Death of a Serial Killer
Aileen: Life and Death of a Serial Killer är en amerikansk-brittisk dokumentärfilm regisserad av Nick Broomfield och Joan Churchill. Filmen är en uppföljare till Aileen Wuornos: The Selling of a Serial Killer. Den hade premiär vid Tribeca Film Festival den 10 maj 2003.

## Handling
Filmen är Nick Broomfields andra dokumentärfilm om Aileen Wuornos, en prostituerad kvinna som avrättades 2002 dömd för mord på sju män. Den inkluderar Bloomfields vittnesmål vid rättegången.

## Medverkande
- Aileen Wuornos
- Nick Broomfield
- Jeb Bush (arkivbilder)

## Utmärkelser
- 2003 – Internationella dokumentärfilmsfestivalen i Amsterdam – Amnesty Internationals DOEN-pris, Nick Broomfield och Joan Churchill
- 2003 – Tribeca Film Festival – Bästa dokumentär, juryns specialomnämnande, Nick Broomfield och Joan Churchill

### Webbkällor
- Aileen: Life and Death of a Serial Killer på Internet Movie Database (engelska)